# جوزيف لمويل تشيستر
جوزيف لمويل تشيستر (بالإنجليزية: Joseph Lemuel Chester)‏ هو مؤرخ ونَسَّاب وسياسي أمريكي، ولد في 30 أبريل 1821 في نورويتش في الولايات المتحدة، وتوفي في 26 أبريل 1882.